# Rinaldo Carnielo

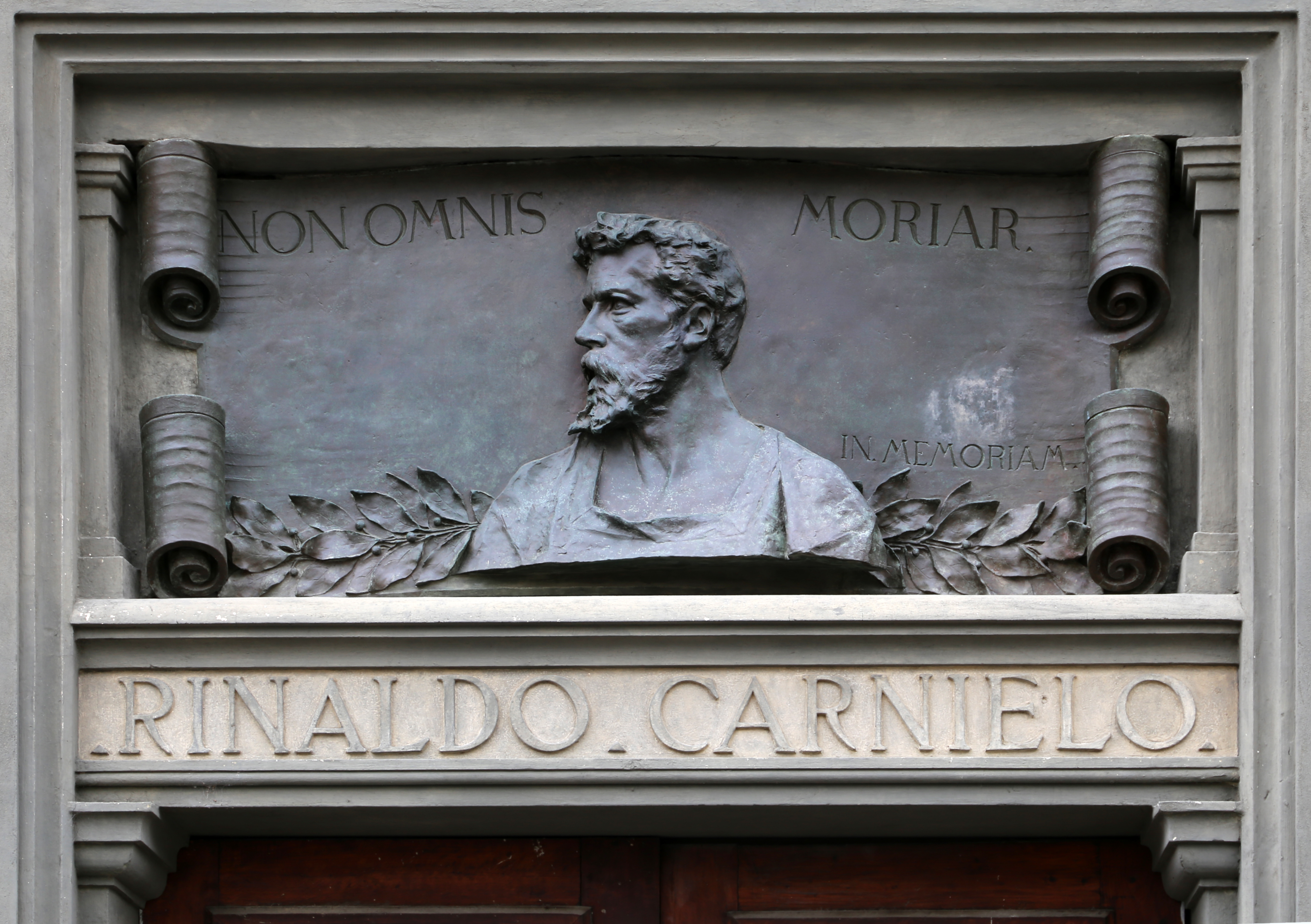
Plaque avec autoportrait sur la façade de la galerie Rinaldo Carnielo après la restauration

Rinaldo Carnielo est un sculpteur italien connu pour sa sensibilité macabre. Il est né à Biadene le 11 février 1853 et décédé à Florence le 17 août 1910.

## Biographie
Il a vécu à Florence depuis son adolescence, il est diplômé de l'Académie des Beaux-Arts. Il est artistiquement lié à l'avant-garde toscane (il fréquentait le café Savonarola ). Il participa à plusieurs reprises aux cercles artistiques parisiens : avec la sculpture Mozart mourant, il participa à l'Exposition universelle de Paris en 1878 (le marbre la sculpture est aujourd'hui au Musée de Bordeaux ). Son œuvre Primi bocconi fut exposée à l'Exposition nationale des beaux-arts de Turin en 1880.
Il se maria avec la marquise Virginia Incontri avec qui il eut deux enfants. Son fils Enzo donna une grande quantité d'oeuvre à la municipalité de Florence pour la Galerie Rinaldo Carnielo en 1958.

## Héritage
En plus d'être sculpteur, Carnielo est connu comme collectionneur d'œuvres d'art, sa collection comprenait plus de trois cents œuvres dont de nombreux Macchiaioli: une vingtaine de Fattori, des Signorini, des Lega, etc. Le célèbre portrait de Rinaldo Carnielo par Silvestro Lega, appartient désormais à la Galerie d'Art Moderne de Florence.
Une grande partie des œuvres a été donnée à la municipalité de Florence, le reste de la collection a été perdu dans les années entre les deux guerres ; une importante reconstruction a été réalisée par le Dr. Elisabetta Matteucci dans sa thèse de licence à l'Université de Pise (1998/99). Carnielo est enterré au cimetière de Settignano, dans la chapelle familiale qu'il avait fait construire. Il a conçu la façade Art Nouveau de la Galerie et des ateliers de nombreux artistes, mais construite seulement après sa mort.